# Crepidium olivaceum
Crepidium olivaceum är en orkidéart som först beskrevs av Rudolf Schlechter, och fick sitt nu gällande namn av Dariusz Lucjan Szlachetko. Crepidium olivaceum ingår i släktet Crepidium, och familjen orkidéer. Inga underarter finns listade i Catalogue of Life.